# Heiko Gerber
Heiko Gerber (Stollberg, 11 de julho de 1972) é um ex-futebolista profissional alemão que atuava como defensor.

## Carreira
Heiko Gerber se profissionalizou no Chemnitzer FC.

## Seleção
Heiko Gerber integrou a Seleção Alemã de Futebol na Copa das Confederações de 1999.